# Matteo Garrone
Matteo Garrone (Roma, 15 de outubro de 1968) é um diretor, roteirista, produtor e cineasta italiano.
Obteve grande sucesso graças à sua transposição cinematográfica do livro Gomorra, de Roberto Saviano. O filme Gomorra (2008) foi vencedor do Grande Prêmio Especial do Júri no Festival de Cannes, de cinco European Film Awards, sete David di Donatello e indicado ao Globo de Ouro como melhor filme estrangeiro.

## Filmografia

### Cinema
- Terra di mezzo (1996)
- Ospiti (1998)
- Estate romana (2000)
- L'imbalsamatore (2002)
- Primo amore (2004)
- Gomorra (2008)
- Reality (2012)
- Il racconto dei racconti - Tale of Tales (2015)
- Dogman (2018)
- Pinocchio (2019)
- Io capitano (2023)

### Curta metragens
- Silhouette (1996)
- Bienvenido espírito santo (1997)
- Il caso di forza maggiore (1998)
- Oreste Pipolo, fotografo di matrimoni (1998)
- Before Design: Classic (2016)

### Comercias
- Bulgari (2013)
- Renault Clio (2014)
- Dolce & Gabbana The One (2017)
- Campari: Entering Red (2019)

### Produtor
- Pranzo di ferragosto, regia di Gianni Di Gregorio (2008)
- Reality (2012)
- Briganti senza leggenda, regia di Gianluigi Toccafondo (2013)
- Il racconto dei racconti - Tale of Tales (2015)
- Dogman (2018)
- Pinocchio (2019)

### Cenógrafo
- Terra di mezzo (1996)
- Ospiti (1998)

### Figurinista
- Ospiti (1998)

## Prêmios
- David di Donatello - Melhor roteiro - L'imbalsamatore (2002)
- David di Donatello - Melhor filme - Gomorra (2009)
- David di Donatello - Melhor diretor - Gomorra (2009)
- David di Donatello - Melhor roteiro - Gomorra (2009)
- David di Donatello - Melhor diretor - Il racconto dei racconti - Tale of Tales (2016)
- David di Donatello - Melhor filme - Dogman (2018)
- David di Donatello - Melhor diretor - Dogman (2018)
- David di Donatello - Melhor roteiro original - Dogman (2018)
- Nastro d'Argento - Filme do ano - Gomorra (2009)
- Nastro d'Argento - Filme europeu (2012)
- Nastro d'Argento - Melhor Roteiro - Reality (2013)
- Nastro d'Argento - Melhor filme - Dogman (2018)
- Nastro d'Argento - Melhor diretor- Dogman (2018)
- Nastro d'Argento - Melhor produtor - Dogman (2018)
- Globo d'oro - Melhor filme - Gomorra (2009)
- Globo d'oro - Melhor roteiro - Il racconto dei racconti - Tale of Tales (2015)
- Ciak d'oro - Melhor filme e melhor roteiro - Gomorra (2009)
- Ciak d'oro - Melhor diretor - Il racconto dei racconti - Tale of Tales (2016)
- Grand Prix (Festival de Cannes) - Gomorra (2008)
- Grand Prix (Festival de Cannes) - Reality (2012)
- European Film Awards - Melhor filme, melhor diretor e melhor roteiro - Gomorra (2008)